# 尼科巴群岛

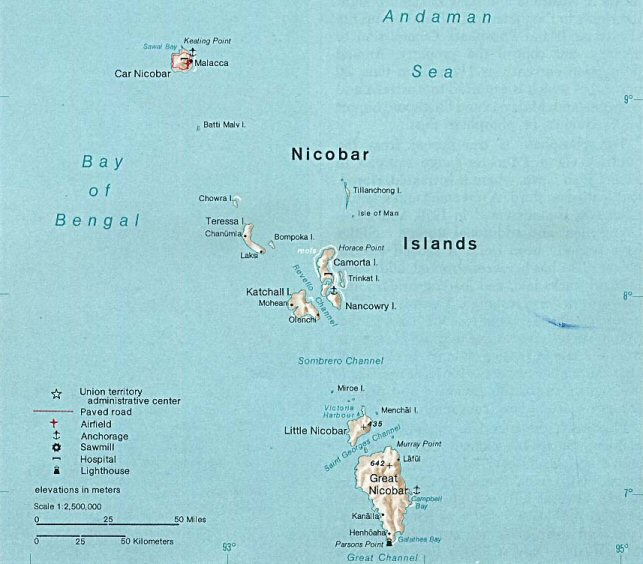
尼科巴群岛地图

尼科巴群岛（Nicobar Islands），印度洋中一群岛，位于孟加拉湾和安达曼海之间，北为安达曼群岛，南为印度尼西亚苏门答腊岛，目前与安达曼群岛同属印度安达曼-尼科巴群岛联邦直辖区管辖。群岛由22个岛屿组成，面积1841平方公里，人口36,842人（2011年）。其中大尼科巴岛即为郑和下西洋时所到之翠兰屿。

## 歷史
中國古籍中較早對該群島的記錄，有《大唐西域求法高僧傳》卷下義淨自述行程，記載尼科巴島，稱之為「倮人國」，指島民以椰子、芭蕉、籐竹器來求換鐵器，大如兩指的鐵可換得椰子五至十個。又說島上居民都不穿衣服，婦女只以片葉遮形，即使商人給他們衣服也不要。又記島上居民「容色不黑、量等中形」，以「盧呵」（鐵）最珍貴。如果對方不願貿易，就會放毒箭殺害對方。
1943年至1945年期間成為大日本帝國扶持的自由印度临时政府的一部份。
二战初期，日军在布莱尔港登陆（1942年3月23日）。日本将尼科巴群岛及其相邻的安达曼群岛置于钱德拉·鲍斯领导下的自由印度临时政府的辖区之下。鲍斯在战争期间访问了安达曼和尼科巴群岛，并将安达曼改名为沙希德，意思是烈士，将尼科巴改名为斯瓦拉吉，意思是自治。印度国民军洛加纳坦中校统治着安达曼和尼科巴群岛。与此同时，英国计划夺回这些岛屿，作为反攻东南亚的跳板，实施海上封锁，切断了补给供应。由于岛上没有农业生产，导致人们被饿死，战后，数十名日本军人在新加坡被作为BC级战犯被追究其责任而遭处决。
1947年英属印度独立之后，成为了印度联邦中央直辖区的一部分。

## 主要島嶼
- 卡爾尼科巴島
- 焦拉島
- 特雷莎島
- 卡徹爾島
- 格莫爾達島
- 楠考里島
- 德林格德岛
- 大尼科巴島
- 小尼科巴爾島